# SD Rayo Cantabria
SD Rayo Cantabria is een Spaanse voetbalclub uit Santander die uitkomt in de Tercera División. De club werd in 1926 opgericht.De club was enkele jaren een satellietteam van Racing de Santander. In 1993 werd de club ontmanteld om de licentie in de Tercera División door te geven aan Racing de Santander B. Direct werd een nieuwe club opgericht die in 2008 terugkeerde in de Tercera División. 

## Bekende (ex-)spelers
- Vicente Engonga
- Francisco Gento
- Iván Bolado Palacios

SD Atlético Albericia ·
CD Barquereño ·
SD Barreda Balompié ·
CD Bezana ·
UC Cartes ·
Castro FC ·
CD Cayón ·
UM Escobedo ·
Gimnástica de Torrelavega ·
CD Guarnizo · 
Rayo Cantabria ·
SD Revilla ·
CF Ribamontán al Mar ·
UD Sámano ·
Selaya FC ·
CD Siete Villas ·
Solares SD ·
SD Textil Escudo ·
SD Torina ·
CD Tropezón ·
SRD Vimenor CF